# Джазылбекова, Джамиля
Джамиля́ Джазылбе́кова (каз. Жәмилә Жазылбекова; 22 марта 1971, Алма-Ата) — казахский композитор.

## Биография
Окончила музыкальную школу по классу флейты (1989), затем училась в Московской консерватории (педагоги — Н. Сидельников, В. Тарнопольский). В (1995) по гранту DAAD продолжила обучение в Бременской Высшей школе искусств у Ю. Паг-Пан. Посещала мастер-класс К. Хубера (1997) и др. В 2000 получила стипендию Ф. Листа от Веймарской Высшей школы музыки, участвовала в композиторских семинарах в Швейцарии, Франции.
Живёт в Бремене.

## Произведения
- Tolgau для флейты (1986)
- Дуэт для двух флейт (1987)
- Дуэт для валторны и трубы (1987)
- Квартет для флейты, гобоя, кларнета и фагота (1988)
- Квинтет для флейты, кларнета, скрипки, виолончели и фортепиано(1993)
- Uschar для женского голоса, флейты, кларнета, скрипки, альта и виолончели на казахский текст IX в. (1995—1996)
- Al-Fana — Infinity для женского голоса, на текст Библии (1996)
- Струнный квартет (1996)
- Betpak — Desert of Hunger для флейты, кларнета и альта (1997)
- Si toutes les feuilles des arbres étaient des langues для струнного квартета (1998)
- Blocks для симфонического оркестра (1999)
- ötté-kjetté — gone для тенор-блокфлейты (1999—2000)
- NYR для флейты (2001)
- Le refus de l’enfermement I для струнного квартета (2001)
- Le refus de l’enfermement II для флейты, гобоя, фагота, альта и виолончели (2001)
- ZAMAN для флейты, гобоя, кларнета, фагота, скрипки, альта, виолончели, контрабаса и ударных (2002)
- Der Magier, die Tiere для саксофона, трубы, тубы, скрипки, виолончели, контрабаса, фортепиано, аккордеона и ударных (2002)
- Le refus de l’enfermement III для флейты, кларнета, фагота, альта и виолончели (2002)
- Sfiorarsi для флейты, саксофона, виолончели, подготовленного фортепиано и перкуссии (2004)
- Daus для контрабаса (2004)
- Aspan для оркестра (2004)
- Der Magier, die Tiere II для кларнета, аккордеона, контрабаса, электрогитары и электроники (2004)
- Aikyon для CD и голоса (2005)

## Исполнители
Её музыку исполняют многие камерные ансамбли: Klangforum Wien, Ensemble Modern, квартет Ардитти и другие.

## Признание
Вторая премия конкурса камерной музыки в Алма-Ате (1987). Почетный диплом Недели новой музыки Гаудеамус (1998). Вторая премия Немецкого общества флейтистов (2001) и другие награды.